# Campeonato Mundial de Piragüismo en Eslalon de 1993
El XXIII Campeonato Mundial de Piragüismo en Eslalon se celebró en Mezzana (Italia) entre el 2 y el 11 de julio de 1993 bajo la organización de la Federación Internacional de Piragüismo.

## Medallistas

### Masculino
| Evento         | Oro | Plata | Bronce |
| -------------- | --- | --- | --- |
| K1 individual  | Richard Fox Reino Unido 119,95 pts.                                                                             | Richard Weiss Estados Unidos 120,52 pts.                                                                    | Melvyn Jones Reino Unido 122,37 pts.                                                                       |
| C1 individual  | Martin Lang · Alemania · 140,44                                                                                 | Hervé Delamarre Francia 140,92                                                                              | Sören Kaufmann · Alemania · 142,98                                                                         |
| C2 individual  | Jiří Rohan · Miroslav Šimek · República Checa · 144,63                                                          | Eric Biau Bertrand Daille Francia 148,53                                                                    | Frank Adisson Wilfrid Forgues Francia 150,57                                                               |
| K1 por equipos | Richard Fox Melvyn Jones Shaun Pearce Reino Unido 153,91                                                        | Manuel Brissaud Vincent Fondeviole Sylvain Curinier Francia 156,20                                          | Vojtěch Bareš · Pavel Přindiš · Luboš Hilgert · República Checa · 157,61                                   |
| C1 por equipos | Jože Vidmar Boštjan Žitnik Simon Hočevar Eslovenia 173,88                                                       | Wiliam Horsman Gareth Marriott Mark Delaney Reino Unido 174,39                                              | Francesco Stefani · Luca Dalla Libera · Renato De Monti · Italia · 175,85                                  |
| C2 por equipos | República Checa · Marek Jiras / Tomáš Máder · Petr Štercl / Pavel Štercl · Jiří Rohan / Miroslav Šimek · 172,85 | Francia Eric Biau / Bertrand Daille Emmanuel del Rey / Thierry Saïdi Frank Adisson / Wilfrid Forgues 173,76 | Eslovaquia · Roman Štrba / Roman Vajs · Juraj Ontko / Ladislav Čáni · Viktor Beneš / Milan Kučera · 181,08 |

### Femenino
| Evento         | Oro                                                              | Plata                                                        | Bronce                                                    |
| -------------- | ---------------------------------------------------------------- | ------------------------------------------------------------ | --------------------------------------------------------- |
| K1 individual  | Myriam Fox-Jerusalmi Francia 144,89 pts.                         | Anne Boixel Francia 149,41 pts.                              | Marianne Agulhon Francia 150,04 pts.                      |
| K1 por equipos | Myriam Fox-Jerusalmi Sylvie Lepeltier Anne Boixel Francia 180,78 | Jana Freeburn Cathy Hearn Dana Chladek Estados Unidos 189,25 | Maria Lund Rachel Crosbee Lynn Simpson Reino Unido 194,55 |

## Medallero
| Núm. | País            | Oro | Plata | Bronce | Total |
| ---- | --------------- | --- | ----- | ------ | ----- |
| 1    | Francia         | 2   | 5     | 2      | 9     |
| 2    | Reino Unido     | 2   | 1     | 2      | 5     |
| 3    | República Checa | 2   | 0     | 1      | 3     |
| 4    | Alemania        | 1   | 0     | 1      | 2     |
| 5    | Eslovenia       | 1   | 0     | 0      | 1     |
| 6    | Estados Unidos  | 0   | 2     | 0      | 2     |
| 7    | Italia          | 0   | 0     | 1      | 1     |
| 7    | Eslovaquia      | 0   | 0     | 1      | 1     |
|      | TOTAL           | 8   | 8     | 8      | 24    |